# Julian Jenner
Julian Jenner (Delft, 28 februari 1984) is een Nederlandse voormalige profvoetballer die bij voorkeur als aanvaller speelt.

## Carrière

### Jeugd
Jenner begon met voetballen bij de amateurclub DVV Delft. Na DVV Delft speelde hij een jaar bij Feyenoord. Na weer terug te zijn gegaan naar DVV Delft en later nog voor TONEGIDO en DHC te hebben gespeeld kwam hij bij NAC terecht. Hij speelde daar in meerdere elftallen en bereikte uiteindelijk de selectie van Jong NAC.

### Doorbraak
Tegen het einde van het seizoen 2003/2004 kreeg hij de kans om in het eerste elftal uit te komen. Door veel blessures in de selectie besloot de toenmalige trainer Ton Lokhoff hem op de bank te zetten bij de wedstrijd tegen AZ. Al na 26 minuten werd Anouar Diba uit het veld gehaald en mocht Jenner voor het eerst meedoen. De wedstrijd eindigde uiteindelijk in een 2-2 gelijkspel. In het daaropvolgende seizoen lukte het Jenner nog niet door te breken en speelde hij slechts 5 wedstrijden, waarin hij 1 keer doel wist te treffen. Dat seizoen kwam hij aan 129 speelminuten. Ondanks de weinig speeltijd maakte hij op 3 juni 2005 zijn debuut in Jong Oranje (2-0-overwinning op Roemenië).
In het seizoen 2005/2006 wist Jenner definitief een basisplaats bij NAC te veroveren. Hij speelde in de voorhoede met onder meer Pierre van Hooijdonk en Johan Vonlanthen. In de zomer van 2006 vertrok Jenner naar AZ.
In het seizoen 2006/2007 viel Jenner in als invaller in het UEFA Cup duel tegen FC Slovan Liberec. Hij scoorde in de 89e minuut de 2-2 gelijkmaker die AZ naar de derde ronde bracht.

### Vitesse
Vanaf het seizoen 2007/2008 stond Jenner onder contract bij Vitesse. In zijn eerste seizoen kwam hij mede door een trainerswissel tot 21 wedstrijden. Waar Hans Westerhof Jenner als buitenspeler gebruikte, kwam daar onder Theo Bos verandering in door een systeem zonder buitenspelers. In zijn tweede seizoen kwam Jenner tot vier wedstrijden bij |Vitesse en werd hij vanaf de winterstop verhuurd aan Rot-Weiss Ahlen in de 2. Bundesliga. Hiervoor speelde Jenner elf wedstrijden en maakte hij één doelpunt. Bij terugkomst in Arnhem in de zomer van 2010 gaf Jenner aan helemaal klaar te zijn voor een nieuwe kans bij Vitesse. In de winterstop werd Jenner overbodig bevonden door trainer Albert Ferrer; op de laatste dag van de transferperiode verhuurde Vitesse hem voor de rest van het seizoen aan NAC Breda. In de zomer van 2011 keerde Jenner weer terug bij Vitesse.

### Ferencvárosi, stoppen en toch doorgaan
In september 2012 tekende Jenner een contract bij Ferencvárosi TC. Na twee jaar bij de Hongaarse club beëindigde Jenner op 9 september 2014 zijn spelerscarrière en ging hij verder als jeugdtrainer bij zijn voormalige club Vitesse. Anderhalve maand later ging hij in op een aanbieding van Diósgyőri VTK en zette hij zijn actieve loopbaan toch voort.

### Notts County
Na een proefweek tekende Jenner in juli 2015 een contract tot medio 2016 bij Notts County. Dat was op dat moment net gedegradeerd naar de League Two. Jenner werd hier herenigd met landgenoot Ricardo Moniz, die in het seizoen 2012/13 ook zijn trainer was bij Ferencvárosi. Na het ontslag van Moniz verliet hij de club eind januari 2016.

## Erelijst
- Europees Kampioen onder 21 2007